# Exodus (album de Bob Marley and the Wailers)
Pour les articles homonymes, voir Exodus.
Albums de Bob Marley and the Wailers
Rastaman Vibration
(1976) Kaya
(1978)
Singles
1. Exodus
Sortie : 1977
2. Waiting in Vain
Sortie : 1977
3. Jamming
Sortie : 1977
4. One Love/People Get Ready
Sortie : 1984

Exodus est le neuvième album du groupe de reggae jamaïquain Bob Marley and the Wailers (troisième album studio). Il sortit le 3 juin 1977 sur le label Tuff Gong/Island et a été produit par le groupe.

## Historique
Après le Smile Jamaica Concert du 5 décembre 1976 et la tentative d'assassinat à laquelle il avait échappé l'avant-veille, Bob fuit la Jamaïque pour un exil qui allait durer un an. Il se réfugia à Londres avec ses musiciens. Earl Smith et Donald Kinsey partis (Earl avait rejoint Bunny Wailer), un nouveau guitariste fut engagé : Junior Marvin. Malgré la dégradation des relations entre Rita et Bob, due à sa liaison avec Cindy Breakspeare (pour qui il écrivit Turn Your Lights Down Low), les sessions furent très fructueuses et vingt chansons furent enregistrées.
Ne pouvant choisir parmi ces vingt nouveaux morceaux, Bob décida d'en faire deux albums. Ceux qu'il jugeait les plus innovants sortiraient d'abord. Les autres constitueraient un an plus tard l'album Kaya. Ces deux albums sont donc très différents de Natty Dread et Rastaman Vibration, enregistré en Jamaïque. Ici, le mixage était fait immédiatement après l'enregistrement de la chanson. Sur plusieurs titres, Carlton Barrett utilisa le nouveau style « rockers », très populaire en Jamaïque. Pour The Heathen et One Love/People Get Ready, des ébauches enregistrées au Harry J Studio de Kingston en septembre 1975 furent utilisées.
Une grande tournée devait accompagner la sortie d'Exodus. Celle-ci commença bien et le groupe sillonna l'Europe en mai et juin, avec notamment une série de concerts donnés au Rainbow Theatre de Londres, dont un fut filmé par Island et diffusé en Europe. Mais en juillet, la tournée américaine fut annulée à la suite de la découverte du cancer de Bob liée à une blessure à un orteil.
Exodus, avec sa face A militante et sa face B plus légère, fut un énorme succès, atteignant la vingtième place des charts américains. Pourtant il se vendit à l'époque moins bien que Rastaman Vibration. Il reste aujourd'hui l'album le plus célèbre de Bob Marley, vendu à près de 700 000 exemplaires à travers le monde. En 1998, il a été nommé meilleur album du XXe siècle par Time Magazine.
En 2006, il a reçu le Grammy Hall of Fame Award.

## Liste des titres

### Album original
Toutes les chansons sont écrites et composées par Bob Marley, sauf mention contraire.
| 1. | Natural Mystic        |  | 3:28 |
| 2. | So Much Things to Say |  | 3:08 |
| 3. | Guiltiness            |  | 3:19 |
| 4. | The Heathen           |  | 2:32 |
| 5. | Exodus                |  | 7:40 |

| 6.  | Jamming                   |                             | 3:31 |
| 7.  | Waiting in Vain           |                             | 4:16 |
| 8.  | Turn Your Lights Down Low |                             | 3:39 |
| 9.  | Three Little Birds        |                             | 3:00 |
| 10. | One Love/People Get Ready | Bob Marley, Curtis Mayfield | 2:52 |

### Deluxe Edition 2001
Toutes les chansons sont écrites et composées par Bob Marley, sauf mention contraire.
| 1.  | Natural Mystic                                   |                             | 3:28 |
| 2.  | So Much Things to Say                            |                             | 3:08 |
| 3.  | Guiltiness                                       |                             | 3:19 |
| 4.  | The Heathen                                      |                             | 2:32 |
| 5.  | Exodus                                           |                             | 7:40 |
| 6.  | Jamming                                          |                             | 3:31 |
| 7.  | Waiting in Vain                                  |                             | 4:16 |
| 8.  | Turn Your Lights Down Low                        |                             | 3:39 |
| 9.  | Three Little Birds                               |                             | 3:00 |
| 10. | One Love/People Get Ready                        | Bob Marley, Curtis Mayfield | 2:52 |
| 11. | Roots (face B du single "Waiting in Vain")       |                             | 3:42 |
| 12. | Waiting in Vain (version alternative)            |                             | 4:43 |
| 13. | Jamming (version longue)                         |                             | 5:52 |
| 14. | Jammin' (version inédite)                        |                             | 3:04 |
| 15. | Exodus (instrumental, face B du single "Exodus") |                             | 3:08 |

| 1.  | The Heathen                                                |                                        | 6:48  |
| 2.  | Crazy Baldhead/Running Away                                | Bob Marley, Rita Marley, Vincent Ford  | 9:21  |
| 3.  | War/No More Trouble                                        | Alan Cole, Carlton Barrett/ Bob Marley | 7:44  |
| 4.  | Jamming                                                    |                                        | 7:07  |
| 5.  | Exodus                                                     |                                        | 11:46 |
| 6.  | Punky Reggae Party (face A du single jamaicain, 12")       | Bob Marley, Lee Perry                  | 9:18  |
| 7.  | Punky Reggae Party (Dub) (face B du single jamaicain, 12") | Bob Marley, Lee Perry                  | 8:47  |
| 8.  | Keep On Moving (titre inédit, mix original)                | Curtis Mayfield                        | 6:25  |
| 9.  | Keep On Moving (Dub) (titre inédit, mix original)          | Curtis Mayfield                        | 7:15  |
| 10. | Exodus (Publicité pour l'album)                            |                                        | 1:10  |

- Titres 1 à 5 enregistrés lors du "Exodus Tour" au Rainbow Theatre de Londres, 4 juin 1977
- Titres enregistré lors de sessions avec Lee Perry, juillet et août 1977

## Musiciens
- Bob Marley: chant, guitare acoustique et électrique, percussions
- I Threes (Rita Marley, Judy Mowatt, Marcia Griffiths): chœurs
- Aston Barrett: basse, guitare, percussions
- Carlton Barrett: batterie, percussions
- Junior Marvin: guitare solo
- Tyrone Downie: claviers, percussions, chœurs
- Alvin "Seeco" Patterson: percussions

## Classements  et certifications

### Album
| Pays         | Durée du classement | Meilleur classement |
| ------------ | ------------------- | ------------------- |
| Autriche     | 4 semaines          | 21e                 |
| Belgique (V) | 11 semaines         | 127e                |
| Canada       | 11 semaines         | 46e                 |
| États-Unis   | —                   | 20e                 |
| France       | 9 semaines          | 20e                 |
| Norvège      | 9 semaines          | 12e                 |
| Pays-Bas     | 14 semaines         | 11e                 |
| Royaume-Uni  | 58 semaines         | 8e                  |
| Suède        | 7 semaines          | 14e                 |

| Pays        | Certification | Ventes    | Date       |
| ----------- | ------------- | --------- | ---------- |
| Allemagne   | Or            | 250 000 + | 1992       |
| Canada      | Or            | 50 000 +  | 01/02/1979 |
| États-Unis  | Or            | 500 000 + | 14/03/1996 |
| France      | Platine       | 400 000 + | 1983       |
| Italie      | Or            | 25 000 +  | 2022       |
| Royaume-Uni | Platine       | 300 000 + | 11/05/2018 |

### Singles
| Single          | Chart            | Position |
| --------------- | ---------------- | -------- |
| Exodus          | Hot 100          | 103e     |
| Exodus          | Hot R&B singles  | 19e      |
| Exodus          | UK Singles Chart | 14e      |
| Exodus          | Top 100          | 46e      |
| Waiting in Vain | Hot R&B singles  | 38e      |
| Waiting in Vain | UK Singles Chart | 27e      |
| Jamming         | UK Singles Chart | 9e       |

| Single          | Chart              | Position |
| --------------- | ------------------ | -------- |
| Waiting in Vain | RMNZ Singles Top40 | 38e      |
| Waiting in Vain | Mega Top 50        | 22e      |

| Single  | Chart        | Position |
| ------- | ------------ | -------- |
| Jamming | (V) Ultratop | 38e      |
| Jamming | Mega Top 50  | 85e      |

| Single | Chart        | Position |
| ------ | ------------ | -------- |
| Exodus | (W) Ultratop | 50e      |
| Exodus | (V) Ultratop | 35e      |
| Exodus | Mega Top 50  | 45e      |

## Editions
- Exodus (CD / LP) - original album - Tuff Gong/Island - 1977
- Exodus "Deluxe Edition" (2xCD) - Tuff Gong/Island - 2001
- Exodus "30th anniversary" (CD+DVD) - Tuff Gong/Island - 2007
- Exodus40 "The Movement continues...(40th anniversary)" (3CD / LP) - Tuff Gong/Island/Universal - 2017
- Coffret "Support Deluxe Edition" (4 LP + 2 EP + 1 livret) - Tuff Gong/Island/Universal - 2019